# سيرخيو سانتشيز أورتيغا

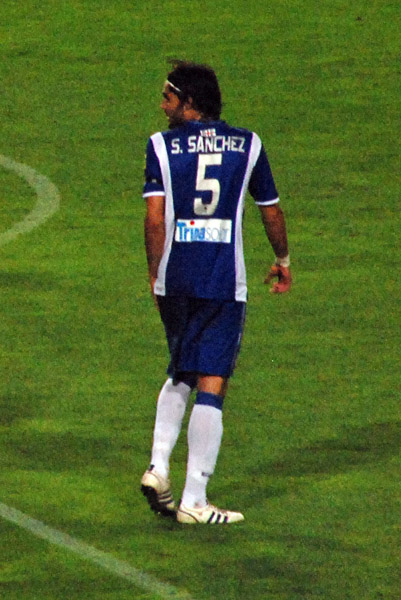

سيرجيو سانتشيز أورتيغا (بالإسبانية: Sergio Sánchez Ortega) (مواليد 3 أبريل 1986 في ماتارو - إسبانيا) لاعب كرة قدم إسباني يلعب حاليا لصالح نادي الدرجة الأولى نادي مالغا الإسباني منذ بداية موسم 2011 في مركز ضهير أيمن و منصب قلب دفاع كما يجيد اللعب في مركز الظهير الأيمن .

## روابط خارجية
- سيرخيو سانتشيز أورتيغا على موقع الاتحاد الدولي (مؤرشف)  (الإنجليزية)
- سيرخيو سانتشيز أورتيغا على موقع الاتحاد الأوربي (الإنجليزية)
- سيرخيو سانتشيز أورتيغا على موقع قاعدة بيانات كرة القدم.إي يو (الإنجليزية)
- سيرخيو سانتشيز أورتيغا على موقع Soccerway.com (الإنجليزية)
- سيرخيو سانتشيز أورتيغا على موقع عالم كرة القدم.نت (الإنجليزية)
- سيرخيو سانتشيز أورتيغا على موقع AS.com (الإسبانية)